# Gottfried Voigt (Theologe, 1914)
Johannes Gottfried Voigt (* 13. Juli 1914 in Heidenau; † 2. Mai 2009 in Fredersdorf bei Berlin) war ein deutscher evangelisch-lutherischer Theologe für Praktische Theologie.

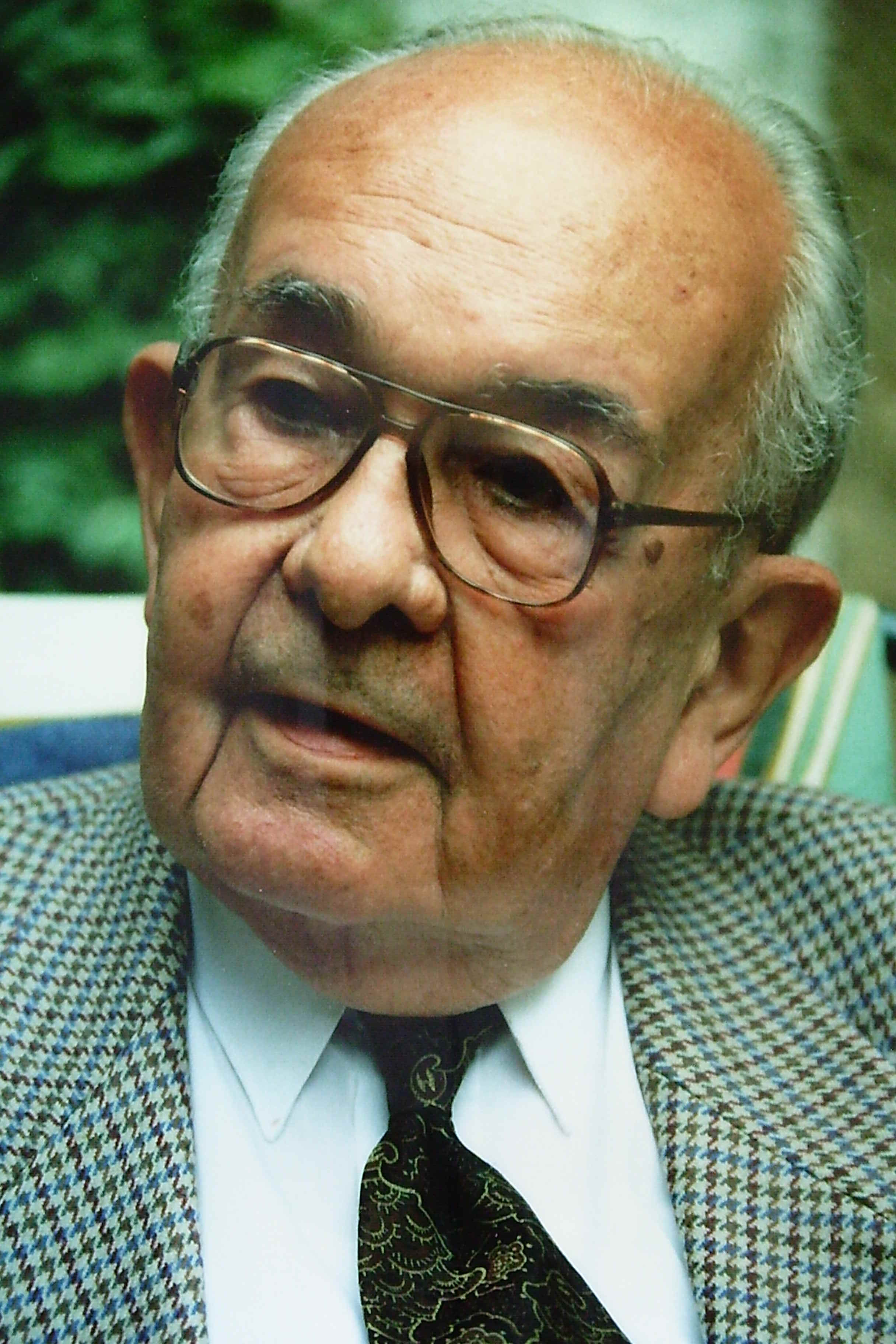
Gottfried Voigt, 1998

## Werdegang
Voigt studierte in Leipzig evangelische Theologie. Er wurde 1942 promoviert mit einer Arbeit über Luthers Weihnachtspredigt – Theologie und Verkündigung. Von 1950 bis 1958 leitete Voigt das Predigerseminar in Lückendorf als Studiendirektor. 1958 wechselte er als Studiendirektor an das Predigercolleg St. Pauli in Leipzig und wurde zugleich Dozent am Theologischen Seminar Leipzig, wo er bis zu seiner Emeritierung 1979 lehrte.
Über die Grenzen der DDR hinaus wurde Voigt vor allem durch seine Bände mit homiletischen Auslegungen der Predigttexte bekannt, die Pfarrern als Grundlage für die Predigtvorbereitung dienen.
Seiner Berufung auf eine Professur an einer staatlichen Universität der DDR wurde in den zuständigen politischen Gremien von den Entscheidungsträgern der SED trotz mehrfacher Versuche der Fakultäten in Leipzig, Greifswald und Jena die Zustimmung verweigert. Zwei Rufe an westdeutsche Universitäten (1960 nach München, 1962 nach Göttingen) lehnte Voigt ab, weil er es in der damaligen Situation nicht für vertretbar hielt, die Christen der DDR zurückzulassen. Erst nach der deutschen Wiedervereinigung wurde Voigt am 10. Dezember 1991 der Professorentitel durch den Staatsminister für Wissenschaft und Kunst des Freistaates Sachsen zuerkannt.

## Ehrungen
1962 wurde Gottfried Voigt die Ehrendoktorwürde der Universität Göttingen verliehen.
Zu seinem 65. Geburtstag erschien eine Festschrift:
- Das lebendige Wort. Beiträge zur kirchlichen Verkündigung. Festgabe für Gottfried Voigt zum 65. Geburtstag, hgg. von Hans Seidel und Karl-Heinrich Bieritz, Berlin 1982.

## Werke (Auswahl)
- Gespräch mit Harnack. Zur kritischen Auseinandersetzung mit dem "Wesen des Christentums". Evangelische Verlagsanstalt, Berlin 1954.
- Ja zum Dogma: Eine Glaubenslehre für Laien. Evangelische Verlagsanstalt, Berlin 1954.
- Botschafter des Christus. Beiträge zur Predigtlehre. Evangelische Verlagsanstalt, Berlin 1962.
- Frauen im Pfarramt? in: Amtsblatt der Ev.- Luth. Landeskirche Sachsens, 1966. Wieder abgedruckt in: Theologische Handreichung und Informationen für Lehre und Praxis lutherischer Kirche 11 (1993), S. 2–6. Digitalisat
- Kleine Schule des Gebets. Evangelische Verlagsanstalt, Berlin 1967.
- Der befreite Mensch.12 Kapitel reformatorischer Theologie für die Gemeinde. Lutherisches Verlagshaus, Berlin 1968.
- Bibel im Zwielicht. Evangelische Verlagsanstalt, Berlin 1970.
- Mitten unter ihnen. Zum Verständnis des Gottesdienstes. Evangelische Verlagsanstalt, Berlin 1973.
- Gemeinsam glauben, hoffen, lieben. Paulus an die Korinther I. Vandenhoeck & Ruprecht, Göttingen 1989.
- Die Kraft des Schwachen. Paulus an die Korinther II. Vandenhoeck & Ruprecht, Göttingen 1990.
- Licht, Liebe, Leben. Das Evangelium nach Johannes. Vandenhoeck & Ruprecht, Göttingen 1991.
- Was die Kirche lehrt. Eine Einführung. Martin Luther Verlag, Erlangen 1991.

### Predigthilfen
- Der helle Morgenstern: Homiletische Auslegung alttestamentlicher Texte. Evangelische Verlagsanstalt, Berlin 1956.
- Das verheißene Erbe: Homiletische Auslegung alttestamentlicher Texte. Evangelische Verlagsanstalt, Berlin 1965.
- Die neue Kreatur – Teil 1 und 2. Vandenhoeck & Ruprecht, Göttingen 1965/66.
- Die rechte Weinstock – Teil 1 und 2. Vandenhoeck & Ruprecht, Göttingen 1968/69.
- Der zerrissene Vorhang – Teil 1 und 2. Vandenhoeck & Ruprecht, Göttingen 1969.
- Die grosse Ernte – Teil 1 und 2. Vandenhoeck & Ruprecht, Göttingen 1970/71.
- Der schmale Weg. Evangelische Verlagsanstalt, Berlin 1978.
- Das heilige Volk. Evangelische Verlagsanstalt, Berlin 1979.
- Die geliebte Welt. Evangelische Verlagsanstalt, Berlin 1980.
- Die himmlische Berufung. Evangelische Verlagsanstalt, Berlin 1981.
- Die bessere Gerechtigkeit. Evangelische Verlagsanstalt, Berlin 1982.
- Die lebendigen Steine. Evangelische Verlagsanstalt, Berlin 1983.

### Bibliographie
- Gerhard Graf, Bibliographie Gottfried Voigt. Stand vom 23. 1. 1978 , in: Das Lebendige Wort (s. o. unter Ehrungen), S. 350–360. Sie umfasst 213 Titel.